# Radiación ultravioleta

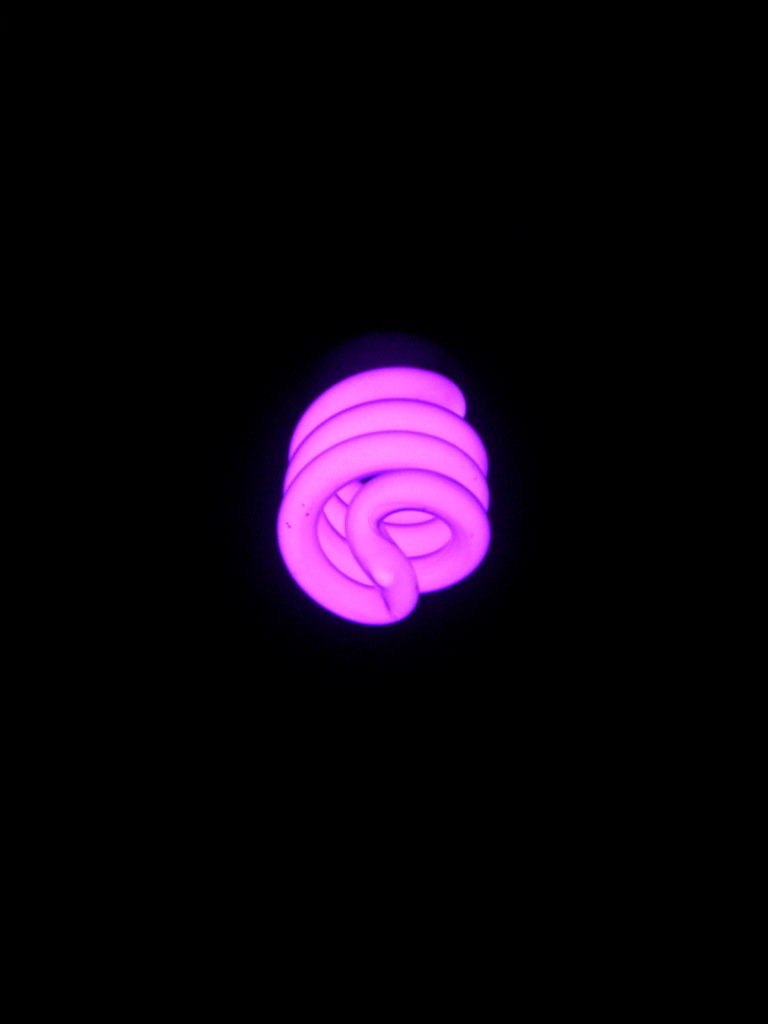
Lámpara fluorescente de luz ultravioleta. La radiación ultravioleta no es visible; sin embargo, muchas de las lámparas ultravioletas emiten marginalmente parte de su luz en la zona adyacente del espectro visible, con lo que se observa también el color violeta y otros (véase Violetas espectrales).

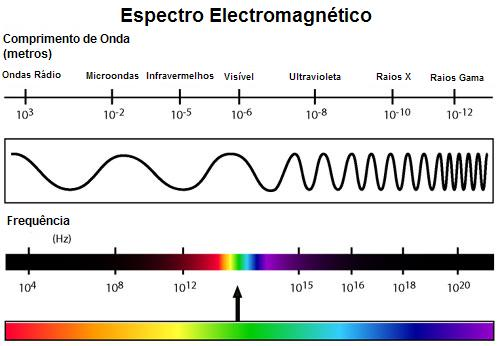
Las ondas de radio, las microondas, la luz infrarroja, la luz visible, la luz ultravioleta o violeta, los rayos x y gamma

El ultravioleta es una forma de radiación electromagnética con una longitud de onda más corta que la de la luz visible, pero más larga que la de los rayos X. Su nombre proviene del hecho de que su rango empieza desde longitudes de onda más cortas de lo que el ojo humano identifica como luz violeta, pero dicha luz o longitud de onda es invisible al ojo humano, al estar por encima del espectro visible. Esta radiación es parte integrante de los rayos solares y produce varios efectos en la salud al ser una radiación entre no-ionizante e ionizante.

## Descubrimiento
El descubrimiento de la radiación ultravioleta está asociado a la experimentación del oscurecimiento de las nubes de plata al ser expuestas a la luz solar. En 1801 el físico alemán Johann Wilhelm Ritter descubrió que los rayos invisibles situados justo detrás del extremo violeta del espectro visible eran especialmente efectivos oscureciendo el papel impregnado con cloruro de plata. Denominó a estos rayos, rayos «desoxidantes» para enfatizar su reactividad química y para distinguirlos de los «rayos calóricos» (descubiertos por William Herschel) que se encontraban al otro lado del espectro visible. Poco después se adoptó el término «rayos químicos». Estos dos términos permanecieron siendo bastante populares a lo largo del siglo XIX. Finalmente estos términos fueron dando paso a los más modernos de radiación infrarroja y ultravioleta respectivamente.

## Visibilidad
Los rayos ultravioleta son invisibles para la mayoría de los seres humanos. El lente del ojo humano bloquea la mayor parte de la radiación en el rango de longitud de onda de 300-400 nm; las longitudes de onda más cortas son bloqueadas por la córnea. Los humanos también carecen de adaptaciones de receptores de color para los rayos ultravioleta. Sin embargo, los fotorreceptores de la retina son sensibles a los rayos ultravioleta cercanos, y las personas que carecen de cristalino (una condición conocida como afaquia) perciben los rayos ultravioleta cercanos como azul blanquecino o violeta blanquecino. En algunas condiciones, los niños y los adultos jóvenes pueden ver el ultravioleta hasta longitudes de onda de alrededor de 310 nm. La radiación casi ultravioleta es visible para los insectos, algunos mamíferos y pájaros. Los pájaros pequeños tienen un cuarto receptor de color para los rayos ultravioleta; esto da a los pájaros una «verdadera» visión UV.

## Subtipos
Según su longitud de onda, se distinguen varios subtipos de rayos ultravioleta:
| Nombre                      | Abreviatura      | Longitud de onda (nm) | Energía por fotón (eV) | Notas/ nombres alternativos |
| --------------------------- | ---------------- | --------------------- | ---------------------- | --- |
| Ultravioleta A (onda larga) | UVA              | 400-315               | 3,10-3,94              | UV de onda larga, luz negra, no absorbida por la capa de ozono: UV suave.                                                                                   |
| Ultravioleta B (onda media) | UVB              | 315-280               | 3,94-4,43              | UV de onda media, principalmente absorbido por la capa de ozono: UV intermedio; radiación Dorno.                                                            |
| Ultravioleta C (onda corta) | UVC              | 280-100               | 4,43-12,40             | UV de onda corta, UV germicida, radiación ionizante en longitudes de onda más cortas, completamente absorbida por la capa de ozono y la atmósfera: UV duro. |
| Ultravioleta cercano (near) | NUV              | 400-300               | 3,10-4,13              | Visible para pájaros, insectos y peces. |
| Ultravioleta medio (middle) | MUV              | 300-200               | 4,13-6,20              | |
| Ultravioleta lejano (far)   | FUV              | 200-122               | 6,20-10,16             | Radiación ionizante en longitudes de onda más cortas. |
| Línea Lyman-alpha           | H Lyman-α / Ly-α | 122-121               | 10,16-10,25            | Línea espectral a 121,6 nm, 10,20 eV. |
| Ultravioleta de vacío       | VUV              | 200-10                | 6,20-124               | Muy absorbido por el oxígeno atmosférico, aunque las longitudes de onda de 150 a 200 nm pueden propagarse a través del nitrógeno.                           |
| Ultravioleta extremo        | EUV              | 121-10                | 10,25-124              | Radiación totalmente ionizante según algunas definiciones; completamente absorbido por la atmósfera.                                                        |

Se han explorado varios dispositivos de estado sólido y de vacío para su uso en diferentes partes del espectro UV. Muchos enfoques tratan de adaptar los dispositivos de detección de luz visible, pero éstos pueden sufrir una respuesta no deseada a la luz visible y diversas inestabilidades. El ultravioleta puede detectarse mediante fotodiodos y fotocátodos adecuados, que pueden adaptarse para ser sensibles a diferentes partes del espectro UV. Existen fotomultiplicadores sensibles a los rayos UV. Se fabrican espectrómetros y radiómetros para medir la radiación UV. Se utilizan detectores de silicio en todo el espectro.
Las longitudes de onda del ultravioleta al vacío, o VUV, (inferiores a 200 nm) son fuertemente absorbidas por el oxígeno molecular del aire, aunque las longitudes de onda más largas, en torno a 150-200 nm, pueden propagarse a través del nitrógeno. Por lo tanto, los instrumentos científicos pueden utilizar este rango espectral operando en una atmósfera libre de oxígeno (comúnmente nitrógeno puro), sin necesidad de costosas cámaras de vacío. Algunos ejemplos significativos son los equipos de fotolitografía de 193 nm, para la fabricación de circuitos integrados, y los espectrómetros de dicroísmo circular.
La tecnología para la instrumentación VUV fue impulsada en gran medida por la astronomía solar durante muchas décadas. Aunque la óptica puede utilizarse para eliminar la luz visible no deseada que contamina el VUV, en general; los detectores pueden estar limitados por su respuesta a la radiación no VUV, y el desarrollo de dispositivos «ciegos al sol» ha sido un área importante de investigación. Los dispositivos de estado sólido de amplio margen o los dispositivos de vacío con fotocátodos de alto corte pueden resultar atractivos en comparación con los diodos de silicio.
El ultravioleta extremo (EUV o a veces XUV) se caracteriza por una transición en la física de la interacción con la materia. Las longitudes de onda superiores a unos 30 nm interactúan principalmente con los electrones de valencia externos de los átomos, mientras que las longitudes de onda más cortas interactúan principalmente con los electrones y núcleos de la capa interna. El extremo largo del espectro EUV está marcado por una prominente línea espectral de He+ a 30,4 nm. La mayoría de los materiales conocidos absorben el EUV, pero es posible sintetizar ópticas multicapa que reflejen hasta un 50 % de la radiación EUV en incidencia normal. Esta tecnología fue pionera en los cohetes de sondeo NIXT y MSSTA en los años 90, y se ha utilizado para fabricar telescopios para la obtención de imágenes solares.

Niveles de ozono a varias altitudes (DU/km) y bloqueo de diferentes bandas de radiación ultravioleta: En esencia, toda la UVC es bloqueada por el oxígeno diatómico (100-200 nm) o por el ozono (oxígeno triatómico) (200-280 nm) en la atmósfera. La capa de ozono bloquea entonces la mayor parte de los UVB. Por su parte, los rayos UVA apenas se ven afectados por el ozono y la mayor parte de ellos llegan al suelo. La UVA constituye casi toda la luz UV que penetra en la atmósfera terrestre.

Algunas fuentes utilizan la distinción de «UV duro» y «UV blando» (en el caso de la astrofísica, el límite puede estar en el límite de Lyman, es decir, la longitud de onda 91,2 nm, siendo el «UV duro» más energético). Los mismos términos pueden utilizarse también en otros campos, como la cosmetología, la optoelectrónica, etc. El valor numérico del límite entre duro/blando, incluso dentro de campos científicos similares, no coincide necesariamente; por ejemplo, una publicación de física aplicada utilizó un límite de 190 nm entre las regiones UV dura y blanda.

## Ultravioleta solar
Los objetos muy calientes emiten radiación ultravioleta (véase radiación de cuerpo negro). El Sol emite radiación ultravioleta en todas las longitudes de onda, incluido el ultravioleta extremo donde se cruza con los rayos X a 10 nm. Las estrellas extremadamente calientes emiten proporcionalmente más radiación ultravioleta que el Sol. La luz solar en el espacio en la parte superior de la atmósfera de la Tierra (ver constante solar) se compone de aproximadamente un 50 % de luz infrarroja, un 40 % de luz visible y un 10 % de luz ultravioleta, para una intensidad total de unos 1400 W/m² en el vacío.
La atmósfera bloquea alrededor del 77 % de los rayos UV del Sol, cuando éste está más alto en el cielo (en el cenit), y la absorción aumenta en las longitudes de onda UV más cortas. A nivel del suelo, con el sol en el cenit, la luz solar es un 44 % de luz visible, un 3 % de ultravioleta y el resto de infrarrojos. De la radiación ultravioleta que llega a la superficie de la Tierra, más del 95 % son las longitudes de onda más largas de UVA, y el pequeño resto UVB. Casi ninguna UVC llega a la superficie de la Tierra. La fracción de UVB que permanece en la radiación UV después de atravesar la atmósfera depende en gran medida de la nubosidad y de las condiciones atmosféricas. En los días «parcialmente nublados», los parches de cielo azul que se muestran entre las nubes son también fuentes de UVA y UVB (dispersos), que se producen por dispersión de Rayleigh de la misma manera que la luz azul visible de esas partes del cielo. La UVB también desempeña un papel importante en el desarrollo de las plantas, ya que afecta a la mayoría de las hormonas vegetales. Durante el encapotamiento total, la cantidad de absorción debida a las nubes depende en gran medida del grosor de las nubes y de la latitud, sin que haya mediciones claras que correlacionen el grosor específico y la absorción de UVB.
Las bandas más cortas de UVC, así como la radiación UV aún más energética producida por el Sol, son absorbidas por el oxígeno y generan el ozono en la capa de ozono cuando los átomos de oxígeno individuales producidos por la fotólisis UV del dioxígeno reaccionan con más dioxígeno. La capa de ozono es especialmente importante para bloquear la mayor parte de los UVB y la parte restante de los UVC que no son bloqueados por el oxígeno ordinario del aire.

## Bloqueadores, absorbentes y ventanas
Los absorbentes ultravioleta son moléculas utilizadas en materiales orgánicos (polímeros, pinturas, etc.) para absorber la radiación UV y reducir la degradación UV (foto-oxidación) de un material. Algunos, como el papel y los textiles, son muy sensibles al UV. Los absorbentes pueden degradarse a su vez con el paso del tiempo, por lo que es necesario controlar los niveles de absorción en los materiales envejecidos.
En los protectores solares, los ingredientes que absorben los rayos UVA/UVB, como la avobenzona, la oxibenzona y el metoxicinamato de octilo, son absorbentes químicos orgánicos o «bloqueadores». Se contraponen a los absorbentes/«bloqueadores» inorgánicos de la radiación UV, como el negro de humo, el dióxido de titanio y el óxido de zinc.
En el caso de la ropa, el factor de protección ultravioleta (UPF) representa la relación entre los rayos UV que provocan quemaduras solares sin y con la protección del tejido, de forma similar al factor de protección solar (SPF) de los protectores solares. Los tejidos estándar de verano tienen UPFs en torno a 6, lo que significa que alrededor del 20 % de los rayos UV pasarán a través de ellos.[cita requerida]
Las nanopartículas suspendidas en las vidrieras impiden que los rayos UV provoquen reacciones químicas que cambien los colores de las imágenes. Está previsto utilizar un conjunto de chips de referencia de color de vidrieras para calibrar las cámaras de color de la ESA de 2019 de la ESA, ya que no se verán afectadas por la elevada radiación ultravioleta presente en la superficie de Marte.[cita requerida]
El vidrio sodocálcico común, como el de las ventanas, es parcialmente transparente a los rayos UVA, pero es opaco a las longitudes de onda más cortas, pasando alrededor del 90 % de la luz por encima de 350 nm, pero bloqueando más del 90 % de la luz por debajo de 300 nm. Un estudio descubrió que las ventanillas de los coches dejan pasar entre un 3 y un 4 % de los rayos UV del ambiente, especialmente si los rayos UV son superiores a 380 nm. Otros tipos de ventanillas para coches pueden reducir la transmisión de los rayos UV superiores a 335 nm. El cuarzo fundido, dependiendo de su calidad, puede ser transparente incluso a las longitudes de onda vacío UV. El cuarzo cristalino y algunos cristales como el CaF2 y el MgF2 transmiten bien hasta las longitudes de onda de 150 nm o 160 nm.
El cristal de Wood es un vidrio de silicato de bario-sodio de color azul violáceo intenso con aproximadamente un 9 % de óxido de níquel desarrollado durante la Primera Guerra Mundial para bloquear la luz visible para las comunicaciones encubiertas. Permite las comunicaciones diurnas infrarrojas y nocturnas ultravioletas al ser transparente entre 320 nm y 400 nm y también las longitudes de onda infrarrojas más largas y rojas apenas visibles. Su máxima transmisión ultravioleta está en los 365 nm, una de las longitudes de onda de las lámparas de mercurio.

### LEDs ultravioleta

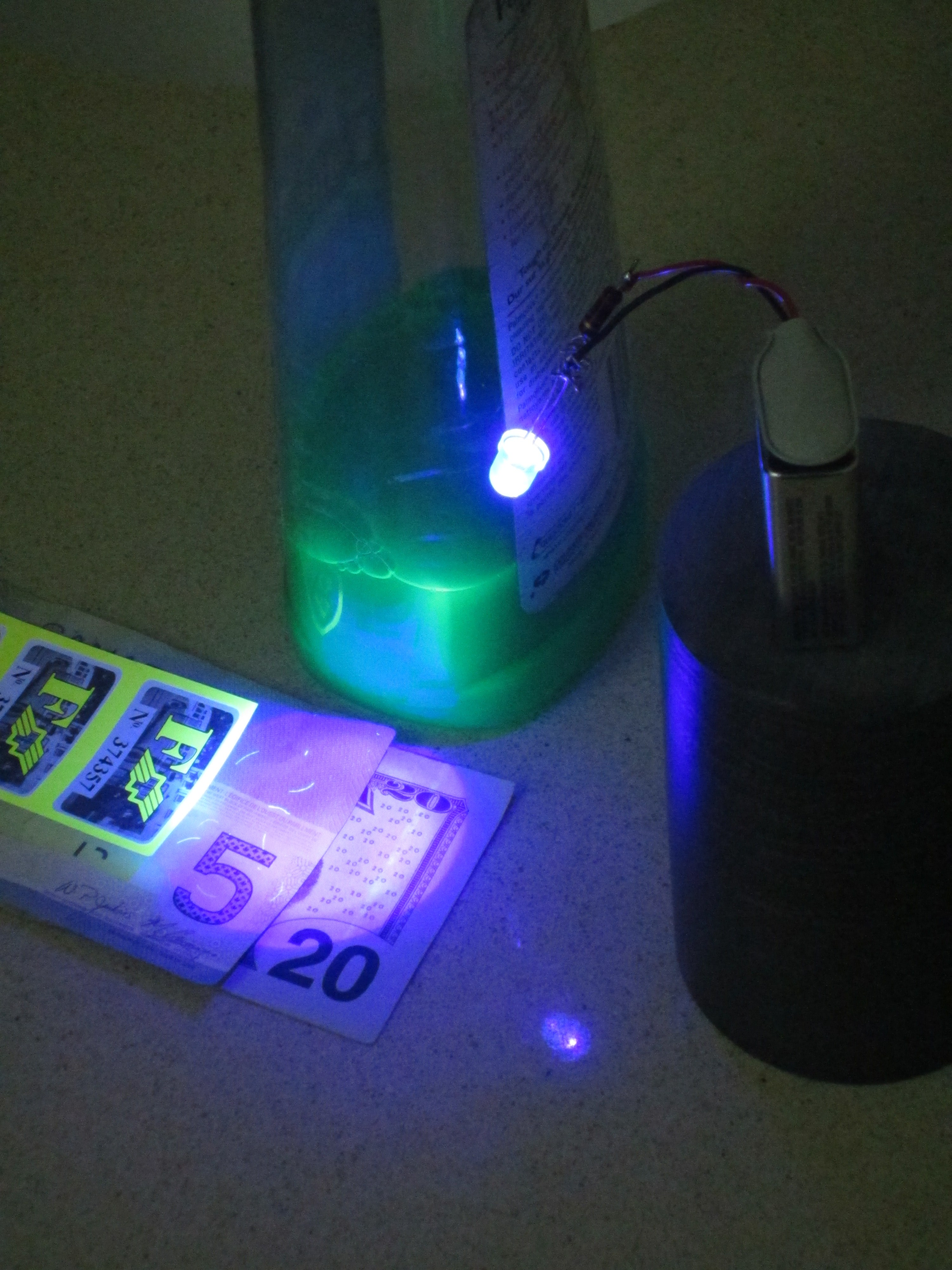
Un LED UV de 380 nanómetros hace que algunos artículos domésticos comunes sean fluorescentes

### Láser ultravioleta

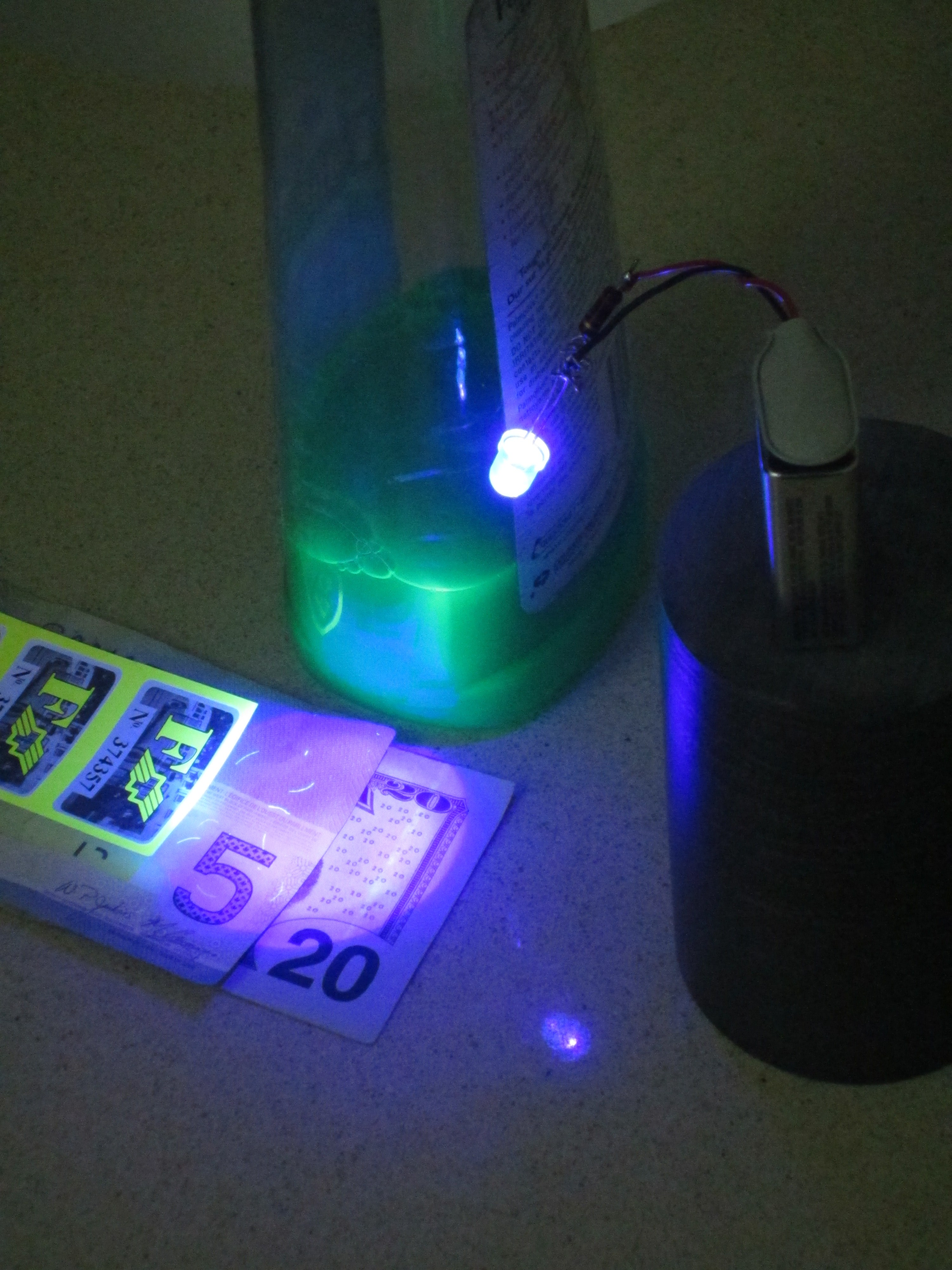
Un LED UV de 380 nanómetros hace que algunos artículos domésticos comunes sean fluorescentes

### Lámparas fluorescentes

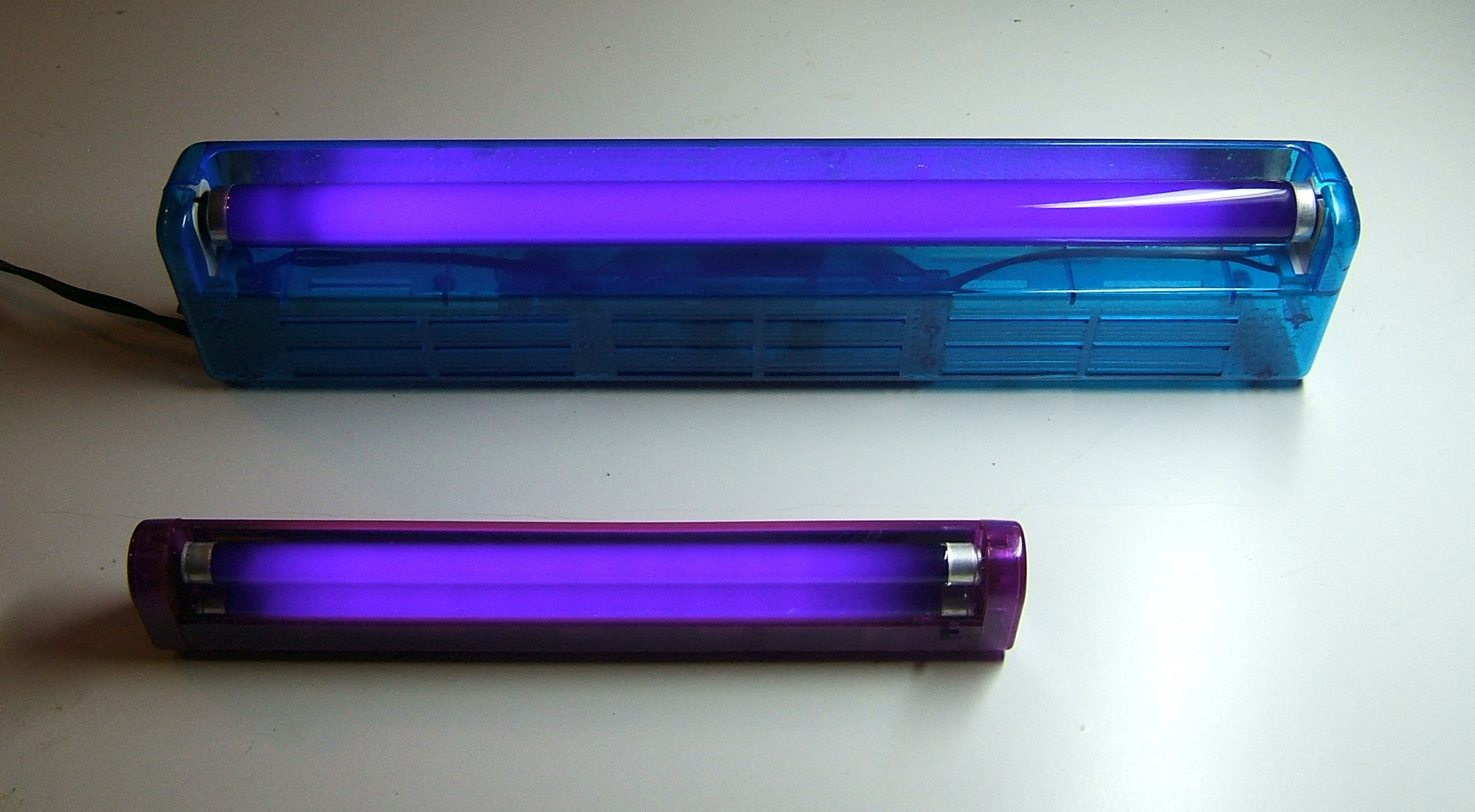
Dos lámparas fluorescentes de luz negra, utilizadas como fuente de luz ultravioleta de onda larga.

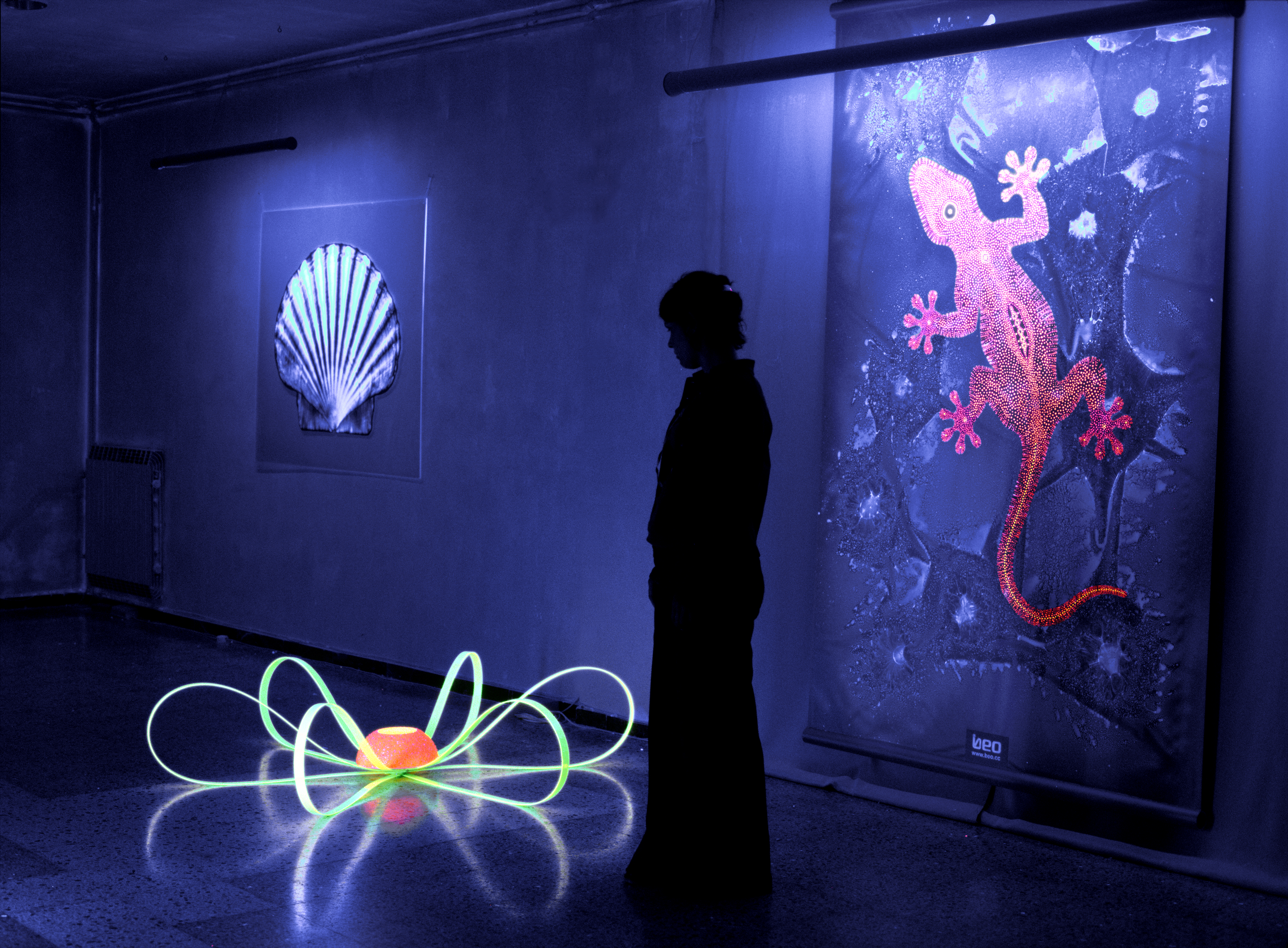
Arte con materiales fluorescentes, iluminado con luz ultravioleta (artista: Beo Beyond).

## Los rayos UV solares en la Tierra

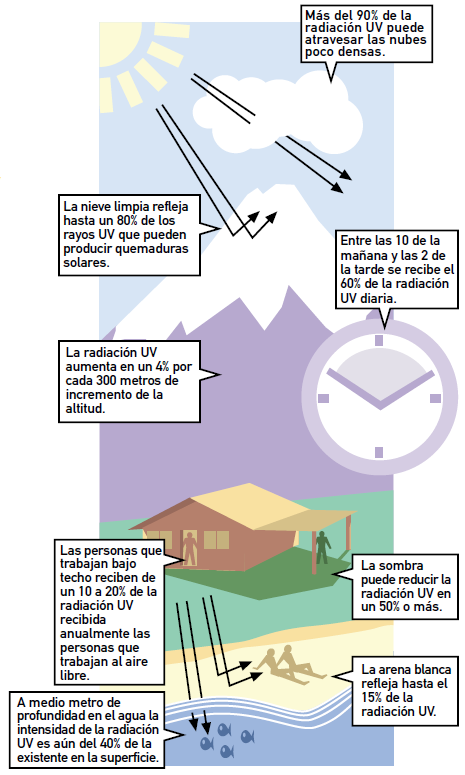